# KT Водолея
KT Водолея (лат. KT Aquarii), HD 212009 — одиночная переменная звезда в созвездии Водолея на расстоянии приблизительно 3340 световых лет (около 1024 парсеков) от Солнца. Видимая звёздная величина звезды — от +7,94m до +7,83m.

## Характеристики
KT Водолея — красный гигант, пульсирующая медленная неправильная переменная звезда (LB:) спектрального класса M0III. Эффективная температура — около 3860 К.